# الحديقة التراثية (سان دييغو)
الحديقة التراثيّة هي حديقة تراثيّة وسياحيّة تقعُ في مقاطعة سان دييغو، كاليفورنيا، حيث توجَدُ بالقربِ من حديقة مدينة سان دييغو التاريخية القديمة وتبلغ مساحتها ثمانية أفدنة تقريبًا. طُوّرت هذه الحديقة للحفاظ على نماذج العمارة الفيكتورية التاريخية في سان دييغو بما في ذلك العمرات ذات الطراز الإيطالي و‌طراز الملكة آن المعماري في الولايات المتحدة، وأنماط الإحياء الكلاسيكية. نُقلَت جميع الممتلكات من مواقعها الأصلية بمساعدة مقاطعة سان دييغو ومنظمة حِفظ تراثنا (بالإنجليزية: Save Our Heritage)‏.

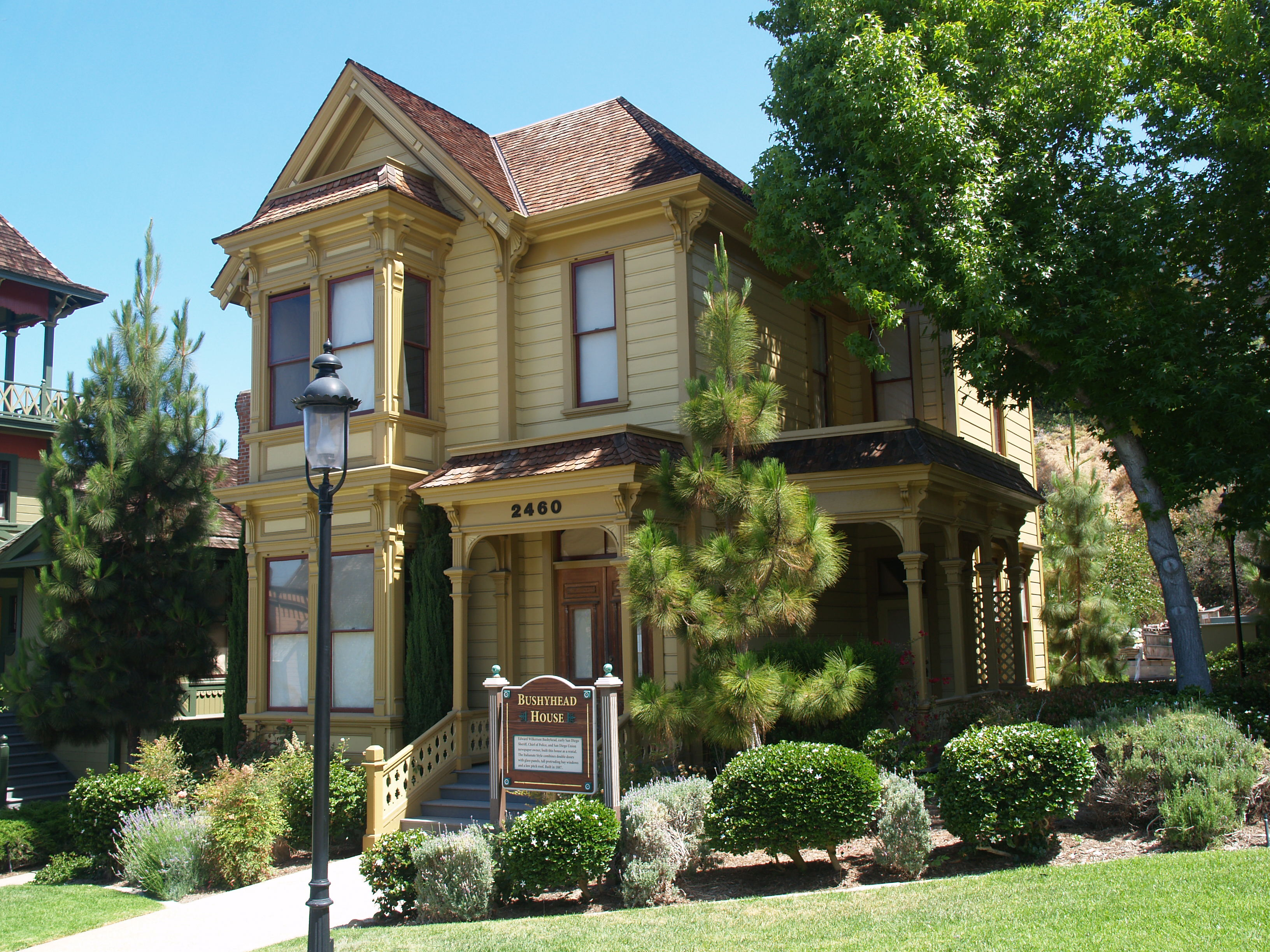
بيت بوشيهيد في الحديقة

## منازل فيكتورية في الحديقة
- منزل سينيل الريفي - بُني هذا المنزل الريفي المصمم على الطراز المحلّي والذي يعود تاريخه إلى القرن التاسع عشر في عام 1896، وقد تم بناؤه لصالح يوجين سينليس، وهو موظف في كيت سيشنز في سان دييغو.[3] إنه متحف منزل تاريخي لمنزل ريفي من الطبقة العاملة في أواخر القرن التاسع عشر، وهو مفتوح يوميًا للعرض.
- منزل شيرمان جيلبرت - جون شيرمان، ابن عم الجنرال ويليام تيكومسيه شيرمان، استأجرَ المهندسين المعماريين نيلسون كومستوك وكارل تروتشي لبناء هذا المنزل المصمم على طراز ستيك إيستليك في عام 1887. أُحضرَ العديد من الفنانين المشهورين عالميًا إلى حفلات الاستقبال في هذا المنزل ؛ رقصت آنا بافلوفا في غرفة الموسيقى وعزف أرتور روبنشتاين على البيانو هنا.[3] كان منزل شيرمان جيلبرت أيضًا أول منزل تم ترميمه من منظمة حفظ تراثنا ونقله إلى حديقة التراث أو الحديقة التراثيّة
- منزل بوشهيد - قام إدوارد ويلكرسون بوشيهيد، وهو مأمور سابق في سان دييغو، ورئيس الشرطة ومالك صحيفة سان دييغو يونيون، ببناء هذا السكن الإيطالي في عام 1887.[3]
- منزل كريستيان - تم بناء هذا المنزل المصمم على طراز الملكة آن في عام 1889 بواسطة هارفيلد كريستيان، مؤسس شركة مجردة في سان دييغو في وقت مبكر.[3]
- منزل ماكونوجي - شُيّد هذا المنزل عام 1887. أسَّس المالك الأصلي أول خدمة مجدولة للركاب والشحن في سان دييغو.[3]
- بيرتون هاوس - منزل إحياء كلاسيكي بُني عام 1893.[3]

## كنيس تاريخي
- معبد بيت إسرائيل - تم الانتهاء من أول ملاذ لجماعة بيت إسرائيل أو معبد بيت إسرائيل في عام 1889 في وسط مدينة سان دييغو.[4] استُخدمَ هذا المبنى الكلاسيكي الذي تم إحياءه من قبل العديد من الطوائف الدينية قبل نقله إلى الحديقة التراثيّة[3] يحتوي أيضًا على نوعين من القصب يُشكّلان شكلًا هندسيًا في دور علوي للجوقة، ويُمكن تشغيلهما وهو مفتوحٌ للعرض.

## روابط خارجية
- هيريتدج كاونتي بارك - منتزهات ومنتزهات مقاطعة سان دييغو